# 花巻観光バス

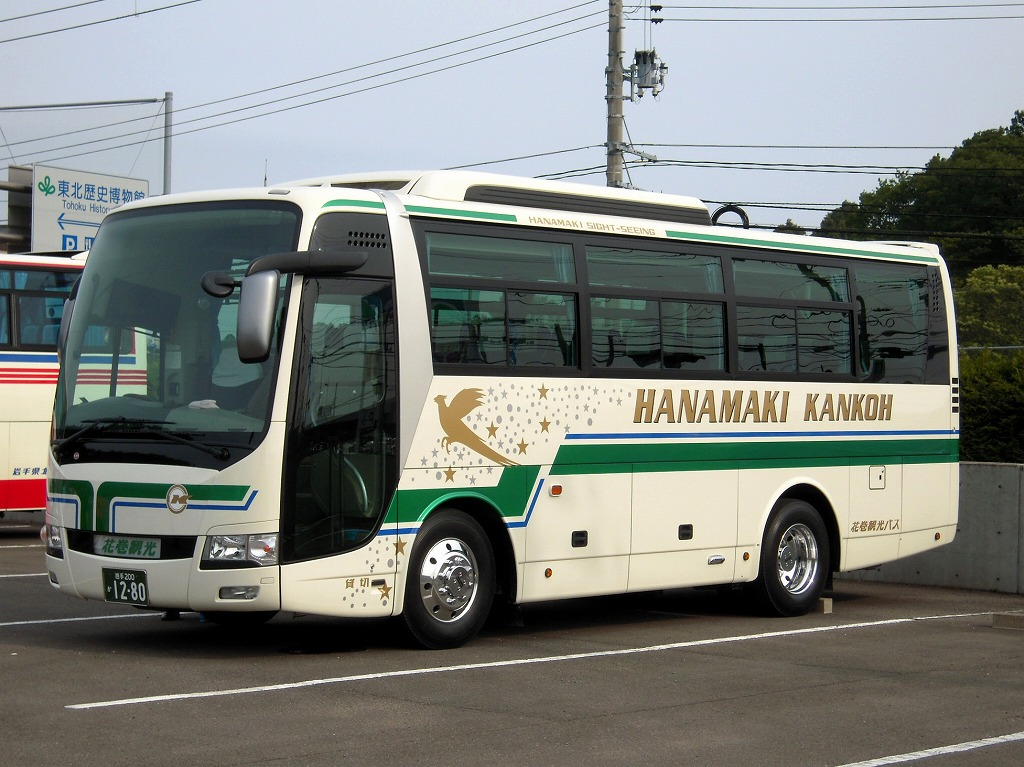
花巻観光バスの車両
日産ディーゼル・スペースアロー（9m車）

花巻観光バス株式会社（はなまきかんこうバス）は、岩手県花巻市に本社を置く貸切バス事業者及び旅行会社。岩手県バス協会会員。

## 概要
1969年7月1日、花巻バス（現・岩手県交通）の観光部門が分社化されたことで創業された。一度も破産や企業統合せず経営しているという意味では、岩手県のバス会社では最古である。
長距離貸切バスを運行しており、毎年の高校野球（全国高等学校野球選手権大会・選抜高等学校野球大会）関係輸送や、九州・四国までの貸切バス輸送も行っている。
旅行業も行っており、国内海外旅行の取扱いや自社ツアー「花観ツアー」も主催している。バスガイドの育成にも力を入れており、本社と前沢営業所の双方にバスガイド寮も併設されている。
本社には整備工場もあり、一般の車検も受け付けている（2022年現在は受付休止中）。

## 営業所

### 現行営業所
- 本社営業所：岩手県花巻市西宮野目5-404-1[3]
- 前沢営業所：岩手県奥州市前沢区字五合田78-1[3]
- 江刺事務所：岩手県奥州市江刺愛宕（おだき）

### 過去に存在した営業所・案内所
- 北上営業所：岩手県北上市飯豊
- 東京案内所：東京都台東区松が谷

## 沿革
- 1970年4月 - 岩手県北自動車から支援を受け、新会社設立に向け準備を進める。
- 1972年4月19日 - 新設された本社（花巻市西宮野目）にて営業開始。
- 1976年9月 - 北上営業所を開所（元花巻バス本社、現在は岩手日野自動車花北営業所）。
- 1989年10月 - 東京案内所を開所。
- 1991年5月1日 - 前沢営業所を開所（それに伴い北上営業所を閉所）。
- 2003年1月 - 東京案内所を閉所。
- 2021年3月 - 奥州市江刺スクールバス運行のため、江刺事務所を開所。

## 車両
2022年現在はいすゞ自動車製、三菱ふそう製、UDトラックス（旧：日産ディーゼル）製の車両を保有する。過去にはボルボ製のバスも在籍した。

### 現行車両
- いすゞ・ガーラ（2代目）
- 日産ディーゼル・スペースアロー（三菱ふそう・エアロエースのOEM車）

### 過去の車両
- 日野・ブルーリボン
- 日野・セレガ（初代）
- 日野・セレガ（2代目）[3][1]
- 三菱ふそう・MS513R（富士重工業製車体）
- ボルボ・アステローペ